# Emma di Baviera
Emma di Baviera o di Altdorf, il cui nome era spesso trascritto come Hemma (808 circa – 31 gennaio 876) fu, come moglie di Ludovico II il Germanico la regina consorte della Franchi Orientali.

## Origini
Era figlia di Guelfo I (?-824/5), conte di Altdorf e di Edvige di Baviera. Infatti era la sorella dell'imperatrice, Giuditta, la seconda moglie dell'imperatore Ludovico il Pio.

## Biografia
Nell'827, a Ratisbona, Emma sposò il re di Baviera, Ludovico detto il Germanico, che, secondo la Vita Hludowici Imperatoris, era il figlio maschio terzogenito dell'imperatore Ludovico il Pio e di Ermengarda (780-818), figlia del conte di Hesbaye, Ingramm (o Ingerman o Enguerrand, nipote di Rotrude, moglie di Carlo Martello) e di Edvige di Baviera. Ludovico era il figliastro della sorella di Emma, Giuditta.
Suo marito Ludovico aveva ricevuto il regno di Baviera, nell'817, alla dieta di Aquisgrana, da suo padre, l'imperatore, Ludovico il Pio, con la Ordinatio imperii assegnò al terzogenito, Ludovico, che sarà detto il Germanico, la sovranità, col titolo di re, sulla Baviera, la Carinzia e la Boemia (Baioariam et Carentanos, et Beheimos et Avaros, atque Sclavos qui ab orientali parte Baioariæ sunt…et duas villas…in pago Nortgaoe Luttraof et Ingoldesstat), che prima era governata dal primogenito, Lotario.
Nell'833 il marito, Ludovico, le donò l'abbazia di Obermünster a Ratisbona.
Quando il suocero, Ludovico il Pio, stava per morire nell'840, mandò le insegne imperiali a suo cognato, Lotario, che, disconoscendo le varie divisioni redatte negli anni precedenti, ma, in applicazione dell'Ordinatio Imperi dell'817, pretese di avere giurisdizione su tutto l'impero, riconoscendo i due fratelli come re suoi vassalli.
Così, alla morte di Ludovico il Pio, avvenuta, secondo gli Annales Fuldenses, dopo una breve malattia, il 20 giugno 840, su un'isola del fiume Reno, suo marito, Ludovico il Germanico, occupò tutti i territori alla destra del Reno (regno dei Franchi Orientali), mentre il fratellastro Carlo il Calvo, cercò anche lui di rafforzarsi in Neustria ed Aquitania. Ebbe inizio così una guerra civile che vide un'alleanza tra il marito, Ludovico il Germanico ed il figlio di sua sorella Giuditta, Carlo il Calvo, contro il primogenito, Lotario I, alleatosi al nipote, Pipino II di Aquitania.
Nell'841, ci fu la Fontaney, nelle vicinanze di Auxerre, dove le truppe di Ludovico II il Germanico ebbero la meglio sull'esercito imperiale; nel febbraio 842, vi fu un rinnovo dell'alleanza dei fratelli più giovani contro Lotario I (giuramento di Strasburgo) e nell'estate di quello stesso anno ci fu la resa di Lotario che accettò di venire a patti coi fratelli, che portò al trattato di Verdun, firmato nell'agosto 843.
La divisione ci è descritta dal cronista, Reginone:
- a Carlo spettò tutta la parte occidentale del regno dei Franchi dall'oceano al fiume Mosa;
- a Ludovico spettò tutta la parte orientale del regno dei Franchi sino al fiume Reno, più alcune zone, ricche di vino, sulla riva sinistra del Reno;
- a Lotario, in quanto primogenito, il titolo imperiale, i territori compresi tra i regni dei suoi due fratelli, la Provenza e l'Italia.

A seguito del trattato, Emma divenne ufficialmente regina consorte della Franchi Orientali.

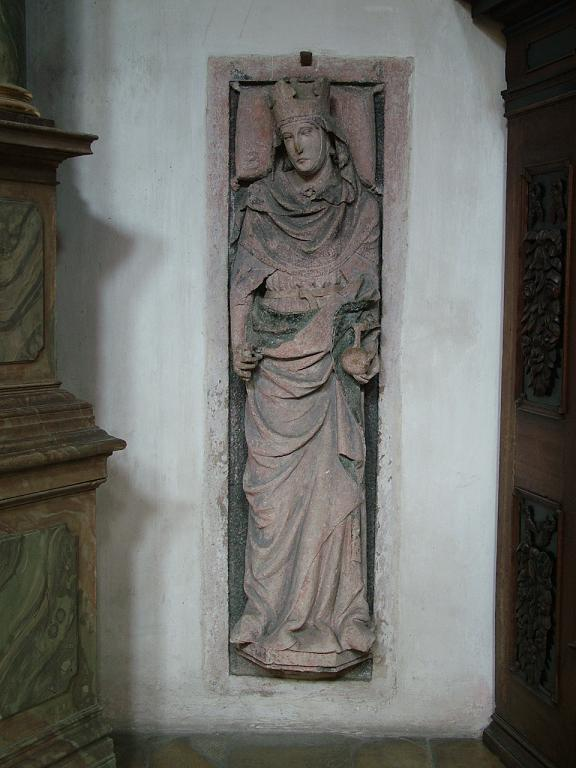
Tomba di Emma

Emma viene citata, assieme alla figlia, Berta, in una donazione del 29 ottobre 863, fatta dal marito, Ludovico, al monastero di Zurigo.
Col trattato di Meerssen (870), Emma divenne anche regina della parte orientale della Lotaringia, anche se il titolo regale spettava al cognato, nel contempo nipote, Carlo il Calvo
Nell'874, secondo le Gesta quorundam regum Francorum, Emma fu colpita da paralisi e perse l'uso della parola. Emma, secondo le Gesta quorundam regum Francorum, morì il 31 gennaio 876, nella città di Ratisbona, dove venne sepolta nell'abbazia di Sankt Emmeram.

## Figli
Emma al marito Ludovico diede sette figli:
- Ildegarda (828-† Altötting 856), badessa di Schwarzach am Main (Würzburg) e poi a Zurigo, citata in una donazione del padre[20];
- Carlomanno di Baviera (830-† 880), re dei Franchi orientali (876-880);
- Ermengarda (830/833-866) (?-† 866, Chiemsee[21]), badessa a Frauenwörth lago di Chiemsee, citata in una donazione del padre[22];
- Gisella (?-?), nel Libri confraternitatum Sancti Galli è elencata come figlia di Hemma regina, con le tre sorelle Hiltigart, Irmingart, Gisla, Perhta[19]; Essa sposò Bertoldo (conte palatino di Svevia), conte palatino di Svevia, ed ebbero come figli Ercangero, duca di Svevia e Cunegonda di Svevia, sposa di Liutpoldo di Baviera e successivamente sposa del re Corrado I di Franconia[senza fonte];
- Ludovico (835-† 882), re dei Franchi orientali (880-882);
- Berta (n. 877) (?-† 26 marzo 877[23]), badessa di Schwarzach am Main (Würzburg) e poi a Zurigo, citata in una donazione del padre[24] e citata, assieme alla madre, Emma, in una seconda donazione del 29 ottobre 863, fatta dal padre al monastero di Zurigo[15];
- Carlo III il Grosso (839-† 888), Imperatore d'Occidente (881-887), re dei Franchi orientali (882-887) e re dei Franchi occidentali (884-887).

## Ascendenza
|                   |                     |          | Genitori              |  |  | Nonni |  |  | Bisnonni |  |  | Trisnonni |  |
|                   |                     |          |                       |  |  |       |  |  | …        |  |  | …         |  |
|                   |                     |          |                       |  |  |       |  |  | …        |  |  | …         |  |
|                   |                     | …        |                       |  |  |       |  |  | …        |  |  |           |  |
| Ruthard           |                     |          |                       |  |  |       |  |  | …        |  |  |           |  |
|                   |                     | …        | …                     |  |  |       |  |  |          |  |  |           |  |
|                   |                     | …        | …                     |  |  |       |  |  |          |  |  |           |  |
|                   |                     | …        | …                     |  |  |       |  |  |          |  |  |           |  |
| Guelfo I          |                     | …        |                       |  |  |       |  |  |          |  |  |           |  |
|                   |                     | …        | …                     |  |  |       |  |  |          |  |  |           |  |
|                   |                     | …        | …                     |  |  |       |  |  |          |  |  |           |  |
|                   |                     | …        | …                     |  |  |       |  |  |          |  |  |           |  |
| …                 |                     | …        |                       |  |  |       |  |  |          |  |  |           |  |
|                   |                     | …        | …                     |  |  |       |  |  |          |  |  |           |  |
|                   |                     | …        | …                     |  |  |       |  |  |          |  |  |           |  |
|                   |                     | …        | …                     |  |  |       |  |  |          |  |  |           |  |
| Emma di Baviera   |                     | …        |                       |  |  |       |  |  |          |  |  |           |  |
|                   | Guerino di Turgovia | …        |                       |  |  |       |  |  |          |  |  |           |  |
|                   | Guerino di Turgovia | …        |                       |  |  |       |  |  |          |  |  |           |  |
|                   | Guerino di Turgovia | …        |                       |  |  |       |  |  |          |  |  |           |  |
| Isanbard          | Guerino di Turgovia |          |                       |  |  |       |  |  |          |  |  |           |  |
|                   |                     | Adelinde | Ildeprando di Spoleto |  |  |       |  |  |          |  |  |           |  |
|                   |                     | Adelinde | Ildeprando di Spoleto |  |  |       |  |  |          |  |  |           |  |
|                   |                     | Adelinde | Segarde di Spoleto    |  |  |       |  |  |          |  |  |           |  |
| Edvige di Baviera |                     | Adelinde |                       |  |  |       |  |  |          |  |  |           |  |
|                   |                     | …        | …                     |  |  |       |  |  |          |  |  |           |  |
|                   |                     | …        | …                     |  |  |       |  |  |          |  |  |           |  |
|                   |                     | …        | …                     |  |  |       |  |  |          |  |  |           |  |
| Thiedrada         |                     | …        |                       |  |  |       |  |  |          |  |  |           |  |
|                   |                     | …        | …                     |  |  |       |  |  |          |  |  |           |  |
|                   |                     | …        | …                     |  |  |       |  |  |          |  |  |           |  |
|                   |                     | …        | …                     |  |  |       |  |  |          |  |  |           |  |
|                   |                     | …        |                       |  |  |       |  |  |          |  |  |           |  |

### Fonti primarie
- (LA)  Monumenta Germaniae Historica, Leges, Capitularia Regum Francorum, tomus I.
- (LA)  Monumenta Germaniae Historica, Scriptores, tomus II.
- (LA)  Annales Bertiniani.
- (LA)  Monumenta Germaniae Historica, Scriptores, tomus I.
- (LA)  Nithardus, Historiae.
- (LA)  Monumenta Germaniae Historica, Diplomata Regum Germaniae ex Stirpe Karolinorum, tomus I.

### Letteratura storiografica
- René Poupardin, Ludovico il Pio, in «Storia del mondo medievale», vol. II, 1979, pp. 558–582
- René Poupardin, I regni carolingi (840-918), in «Storia del mondo medievale», vol. II, 1979, pp. 583–635